# Покушалов, Евгений Анатольевич
Евгений Анатольевич Покушалов (род. 7 ноября 1974) — российский кардиолог, доктор медицинских наук (2005), профессор, член-корреспондент Российской академии наук (2016), заместитель генерального директора по науке и развитию сети клиник Центр новых медицинских технологий, советник председателя СО РАН (2020).

## Биография
С 1997 по 1999 год проходил обучение в ординатуре НИИ кардиологии СО РАМН в Томске, затем, с 1999 по 2002 год — в аспирантуре НИИ кардиологии СО РАМН по специальности «кардиохирургия». В 2003 году успешно стажировался во Франции в больнице О-Левек в Пессаке, затем в 2004 году прошёл стажировку в Германии в больнице им. святого Георгия в Гамбурге и в 2005 году — в больнице при университете Вита-Салюте Сан-Раффаэле в Милане.
С 2005 года имеет учёную степень доктора медицинских наук. В 2016 году присвоено звание члена-корреспондента Российской академии наук.
До ареста в 2019 году занимал должность заместителя директора по научно-экспериментальной работе ФГБУ «НМИЦ имени академика Е. Н. Мешалкина» Минздрава России и являлся руководителем Центра интервенционной кардиологии НМИЦ.
С апреля 2018 года был советником губернатора Новосибирской области (Распоряжение № 417-рк).
В конце апреля 2020 года стал советником председателя СО РАН. В мае 2020 года занял должность заместителя генерального директора по науке и развитию сети клиник «Центр новых медицинских технологий» (ЦНМТ).

### Дело о хищении
20 февраля 2019 года сотрудники ФСБ задержали Покушалова по делу о хищении около 1,3 миллиарда рублей и отмывании денег по ч. 4 ст. 159 УК РФ (мошенничество в особо крупном размере) и ст. 174.1 Уголовного кодекса РФ (легализация денежных средств, приобретённых преступным путём). По решению суда 22 февраля 2019 года взят под стражу до 19 апреля 2019 года. «Суд мотивировал свое решение тем, что замдиректора может скрыться от следствия, поскольку имеет родственников, недвижимость и „устойчивые связи“ в США». Согласно некоторым данным, Покушалов должен был быть назначен директором ННИИТО имени Я. Л. Цивьяна вместо находящегося под следствием Михаила Садового. Согласно информации, доступной в сети Интернет в базах данных о жителях США, Покушалов владеет двумя кондоминиумами в Бруклине, цена каждого из которых может составлять до 900 тысяч долларов. Доход Покушалова в 2014 году составил около 8 миллионов рублей. «У него сын там живёт, родители там живут, уехали они туда десятилетия назад. Он не чиновник, он эти деньги не украл, а сам заработал» — свидетельствует председатель совета депутатов Гусельниковского сельсовета Дмитрий Осипкин.
16 апреля 2019 мера пресечения изменена на домашний арест и применены меры госзащиты — конспиративная квартира.
В конце 2019 года стало известно, что Покушалов, бывший директор клиники им. Мешалкина, А. М. Караськов и его супруга возместили Минздраву РФ более 850 млн рублей.
18 февраля 2020 года Центральный районный суд Новосибирска изменил меру пресечения в отношении Покушалова с домашнего ареста на подписку о невыезде.
29 октября 2021 года в последнем слове Покушалов признался в хищении путем растраты 1,9 миллиарда рублей в составе преступной группы, состоящей из бывшего руководства НМИЦ им. ак. Е. Н. Мешалкина и директоров фармкомпаний. Прокуратура запросила для Покушалова 3,5 года колонии общего режима. 3 ноября 2021 стало известно, что вина Покушалова в растрате в составе организованной преступной группы (ч. 4 ст. 160 УК РФ) доказана. Покушалову назначено наказание в виде двух лет и шести месяцев колонии общего режима, а также штраф 400 тысяч рублей. В апреле 2023 по результатам рассмотрения иска прокурора к Покушалову и его родственникам, Советский районный суд г. Новосибирска вынес решение об обращении в доход Российской Федерации имущества, стоимость которого значительно превышает доходы должностного лица. Согласно данным следствия, в 2015 году Покушалов приобрёл автомобиль Mercedes премиум-класса за 8,9 млн руб и квартиру за 37 млн руб, оформленную на тёщу. Следствие сочло данные расходы несопоставимыми с официальными доходами. Имущество в виде квартиры площадью 226 квадратных метра (стоимостью 37 миллионов рублей), расположенной в Советском районе Новосибирска, ушло в доход государства.

## Научная деятельность
Участвовал в международных многоцентровых клинических исследованиях, читал лекции, входил в состав оргкомитетов международных конференций. Автор более 300 публикаций в российской печати и более 80 — в зарубежной, Индекс Хирша 28 (Scopus, январь 2019). Статьи процитированы более 3000 раз.
Являлся членом российских и зарубежных научных обществ и профессиональных ассоциаций: с 2004 года — член Всероссийского научного общества специалистов по клинической электрофизиологии, аритмологии и кардиостимуляции; с 2005 года — член Европейского общества кардиологии (ESC), в 2011 году он стал его почётным членом. Является членом Американской ассоциации сердца (AHA), с 2013 года — почётным членом Американского колледжа кардиологии и членом Общества нарушений ритма сердца (HRS).
Лауреат премии правительства Российской Федерации 2013 года в области науки и техники для молодых учёных за разработку и внедрение в клиническую практику новой технологии интервенционного лечения фибрилляции предсердий. С 2015 года — почётный член Общества нарушений ритма сердца (FHRS). В 2016 году Е. А. Покушалов вошёл в состав экспертного сообщества РАН. С декабря 2016 — Почётный член Европейской ассоциации ритма сердца (FEHRA). Лауреат государственной премии в области науки и технологий 2016 года за научное обоснование и внедрение в клиническую практику новой концепции снижения заболеваемости и смертности среди пациентов с нарушением ритма сердца. В 2018 году — победитель финала всероссийского конкурса управленцев «Лидеры России». На финале конкурса «Лидеры России» состоялся диалог Е. А. Покушалова и президента РФ В. В. Путина, в ходе которого Покушалов сообщил, что работает «в ранге замдиректора по науке клиники Мешалкина» и у него трое детей.